# Graphistylis organensis
Graphistylis organensis là một loài thực vật có hoa trong họ Cúc. Loài này được (Casar.) B.Nord. mô tả khoa học đầu tiên năm 1978.